# Stef Kamil Carlens
Stef Kamil Carlens, artiestennaam van Stefan Carlens, Schoten, 27 september 1970) is een Belgisch multi-disciplinair artiest. Hij is beeldend kunstenaar, zanger, muzikant, componist en producer en combineert al die polen in de voorstellingen van zijn gezelschap Zita Swoon Group. Carlens werd in de jaren 90 bekend en startte, na een passage als bassist bij dEUS, een veelkleurige carrière met tientallen cd's, honderden concerten op nationale en internationale podia alsook verscheidene opdrachten voor theater en film. In zijn werk tracht hij zowel zijn feitelijke leeftijd als kind te zijn, waardoor kleurrijke werelden ontstaan die het onbevangene en het melancholische trachten te verenigen.
Hij was op 7 september 2018 een van de tientallen artiesten uit allerlei landen die zijn handtekening zette onder een open brief in de Engelse krant The Guardian gericht aan de organisatoren van het Eurovisiesongfestival dat in 2019 in Israël gehouden moet gaan worden, de winnaar van 2018. In de brief vraagt men dringend het songfestival in een ander land te houden waar de mensenrechten beter geëerbiedigd worden: Zolang de Palestijnen geen vrijheid, gerechtigheid en gelijke rechten genieten, kan er geen sprake zijn van "business as usual" met een staat die hen hun basisrechten onthoudt.
In 2019 deed hij mee aan het programma Liefde voor Muziek. 
Na een nominatie in november 2019 won hij in februari 2020 een Music Industry Award in de categorie 'Beste muzikant’ .
Hij treedt zowel op met een band als solo als One Man Band, waarin hij veel verschillende instrumenten bespeelt. 
In 2022 en 2023 ging hij op tournee met de gelegenheidsband The Gates of Eden met nummers van Bob Dylan. Naar aanleiding van de tachtigste verjaardag van Dylan streamde Carlens in 2021 een vooraf opgenomen live concert, hiervan werd een deel opgenomen en in februari 2023 werd het dubbelalbum Play Bob Dylan uitgebracht.   
In januari 2024 bracht hij de single Walk On Red, Stop On Green uit, zijn nieuwe album Be Who You Wanna Be verscheen in april 2024.  

## Discografie

### Albums
| Album met hitnotering(en) in de Vlaamse Ultratop 200 albums | Datum van verschijnen | Datum van binnenkomst | Hoogste positie | Aantal weken | Opmerkingen           |
| ----------------------------------------------------------- | --------------------- | --------------------- | --------------- | ------------ | --------------------- |
| Stuck in the status quo                                     | 10-03-2017            | 18-03-2017            | 4               | 26           |                       |
| Making sense of ∞                                           | 27-09-2019            | 05-10-2019            | 5               | 10           |                       |
| Play Bob Dylan - Live 2021 2022                             | 24-02-2023            | 04-03-2023            | 34              | 4            | met The Gates of Eden |
| Be who you wanna be                                         | 12-04-2024            | 20-04-2024            | 108             | 3            |                       |